# رودخانه ریانیلا
رودخانه ریانیلا (به لاتین: Rianila River) یک رود در ماداگاسکار است که در ماداگاسکار واقع شده‌است.